# Nu Octantis
Nu Octantis (ν Oct / HD 205478 / HR 8254) es la estrella más brillante en la constelación de Octans con magnitud aparente +3,73. Se encuentra a 69 años luz de distancia del sistema solar.
Nu Octantis es una gigante naranja de tipo espectral K1III. Sus parámetros son modestos tratándose de una estrella gigante: su luminosidad es 16 veces mayor que la del Sol y su radio es 5,9 veces más grande.
Ello es el resultado de la masa de la estrella —un 40% mayor que la masa solar— y de la fase en la que se encuentra dentro de la evolución estelar. Hace unos 2000 millones de años agotó la fusión del hidrógeno en su núcleo, empezando a crecer y a enfriarse según se convertía en una estrella subgigante. En su etapa actual está a punto de convertirse en una verdadera gigante. Dentro de unos 100 millones de años —un lapso de tiempo muy corto dentro de la vida de una estrella de estas características— su luminosidad aumentará unas 60 veces y su diámetro se multiplicará por 15.
Nu Octantis es una binaria espectroscópica con un período orbital de 2,9 años. La compañera, Nu Octantis B, es una enana de tipo K7-M1 y 0,5 masas solares, cuya separación media con la estrella principal es de 2,55 UA; sin embargo, la excentricidad de la órbita (ε = 0,24) hace que dicha separación fluctúe entre 2 y 3 UA.
Alteraciones en el espectro de la estrella gigante sugieren la posible existencia de un planeta joviano orbitando a 1,2 UA de Nu Octantis A.
En el caso de que existiera, el planeta tendría una órbita sumamente inestable; no obstante, si el movimiento orbital del planeta fuera en sentido contrario al de Nu Octantis B, podría sobrevivir dentro del sistema.